# Pangurabaan
Pangurabaan is een bestuurslaag in het regentschap Tapanuli Selatan van de provincie Noord-Sumatra, Indonesië. Pangurabaan telt 608 inwoners (volkstelling 2010).